# Alloclinus holderi
El trambollo isleño o blenia isleña es la especie Alloclinus holderi, la única del género Alloclinus, un pez marino de la familia de los labrisómidos. Su nombre procede del griego: allos (otro) + kline (pendiente), debido a su morfología.

## Hábitat natural
Se distribuye por la costa del este del océano Atlántico, desde la isla Santa Cruz -en el sur de California, EE. UU.- hasta el centro de Baja California -en México-.
En su área es muy común y abundante, por lo que se le considera una especie con status de conservación de "menor preocupación".
Esta especie bentónica habita demersal sobre sustrato rocoso, a una profundidad entre 0 y 49 metros.

## Morfología
De cuerpo similar al resto de su familia, la longitud máxima descrita era de 10 cm.